# Nico Yennaris
Nicholas Harry „Nico“ Yennaris (in China seit 2019 bekannt als Li Ke, chinesisch 李可, Pinyin Lǐ Kě; * 24. Mai 1993 in Leytonstone, Greater London) ist ein in England geborener chinesischer Fußballspieler zyprischer Abstammung, der seit Januar 2019 bei Beijing Guoan in der Chinese Super League unter Vertrag steht. Der Mittelfeldspieler spielte für verschiedene englische Juniorenauswahlen, bevor er nach seiner Einbürgerung im Jahr 2019 erstmals in der chinesischen Nationalmannschaft zum Einsatz kam.

## Persönliches
Nico Yennaris wurde im Londoner Stadtteil Leytonstone als Sohn einer Chinesin und eines Vaters zyprischer Herkunft geboren. Im Mai 2019 erhielt er die chinesische Staatsbürgerschaft und den chinesischen Namen Li Ke.

## Karriere

### Verein

#### FC Arsenal
Yennaris begann seine fußballerische Ausbildung im Mai 2001 mit sieben Jahren beim FC Arsenal. Zu Beginn noch auf der Stürmerposition aktiv, wurde er zuerst ins zentrale Mittelfeld und schließlich in die Außenverteidigung zurückgezogen. Nachdem seine Entwicklung im Jahr 2008 von Verletzungspausen aufgehalten wurde, planten die Gunners 2009 bereits den jungen Yennaris freizugeben, statteten ihn schließlich aber sogar mit einem zweijährigen Ausbildungsvertrag aus. Als Kapitän führte er die U18-Mannschaft des Vereins in der Saison 2009/10 zum Meistertitel in der Premier Academy League. Im Juli 2010 unterzeichnete er seinen ersten professionellen Vertrag, verpasste aber einen Großteil der Spielzeit 2010/11 aufgrund von hartnäckigen Knöchelproblemen.
Am 25. Oktober 2011 bestritt er beim 2:1-Ligapokalsieg gegen die Bolton Wanderers sein Debüt für die erste Mannschaft. Rund einen Monat später unterzeichnete er ein neues Arbeitspapier bei Arsenal. Sein Premier-League-Debüt gab er am 22. Januar 2012 (22. Spieltag) bei der 1:2-Heimniederlage gegen Manchester United, als er in der Halbzeitpause für den angeschlagenen Johan Djourou eingewechselt wurde. Um Spielpraxis zu sammeln, wechselte Yennaris am 23. März 2012 auf Leihbasis bis zum Ende der Saison 2011/12 zum Drittligisten Notts County. Im Trikot der Magpies debütierte er einen Tag später (39. Spieltag) beim torlosen Unentschieden gegen Scunthorpe United. Nach einem weiteren Einsatz zwang ihn eine Verletzung zur vorzeitigen Rückkehr zu seinem Stammverein.
Am 1. August 2012 unterschrieb Yennaris ein neues Arbeitspapier bei Arsenal. In dieser Spielzeit 2012/13 kam er nur zu einem Einsatz im Ligapokal und spielte sonst aber nur für die U21 und die Reserve. In der nächsten Saison 2013/14 kam er auch in der Reservemannschaft nur noch sporadisch zum Einsatz und auch eine zweimonatige Leihe beim AFC Bournemouth in der Football League Championship brachte ihm keinen Erfolg, da er auch dort ohne Berücksichtigung in der ersten Mannschaft blieb.

#### FC Brentford
Am 27. Januar 2014 wechselte Yennaris zum Zweitligisten FC Brentford, wo er mit einem Zweieinhalbjahresvertrag ausgestattet wurde. Am 1. Februar 2014 (30. Spieltag) debütierte er beim 1:1-Unentschieden gegen Shrewsbury Town für seinen Verein, wurde aber bereits in der 50. Spielminute aufgrund einer Verletzung für Adam Forshaw ausgewechselt. In der verbleibenden Spielzeit 2013/14 kam er sporadisch zum Einsatz, absolvierte insgesamt acht Ligaspiele und schaffte mit den Bees als Tabellenzweiter den Aufstieg in die Football League Championship.
Aufgrund von Verletzungsproblemen absolvierte er in der darauffolgenden Spielzeit 2014/15 bis Mitte Februar 2015 nur ein einziges Ligaspiel. Am 27. Februar 2015 wechselte er für einen Monat auf Leihbasis zum Viertligisten Wycombe Wanderers. Sein Debüt bestritt er einen Tag später (33. Spieltag) beim 2:2-Unentschieden gegen den FC Stevenage. Bei den Chairboys etablierte er sich rasch als Stammkraft und das Leihgeschäft wurde schließlich bis zum Ende der Saison ausgedehnt. Am letzten Spieltag erzielte er beim 3:2-Auswärtssieg gegen Northampton Town sein einziges Saisontor in 17 Ligaeinsätzen.
Anfang Oktober 2015 ersetzte er beim FC Brentford den verletzten rechten Außenverteidiger Maxime Colin und war zu dessen Rückkehr Ende Dezember auf dieser Position gesetzt. Mitte Februar kehrte er aufgrund mangels Alternativen im defensiven Mittelfeld in die Startelf vom neuen Chaftrainer Dean Smith zurück und schaffte es in der neuen Rolle zu überzeugen. Am 16. Februar 2016 unterzeichnete er einen neuen Dreijahresvertrag bei den Bees. Sein erstes Ligator erzielte er am 2. April (40. Spieltag) beim 3:0-Auswärtssieg gegen Nottingham Forest. In dieser Saison 2015/16 bestritt er 31 Ligaspiele, in denen er zwei Torerfolge verbuchen konnte.
Trotz Fitnessproblemen in der Vorbereitung, stand er in der nächsten Spielzeit 2016/17 in allen 49 Pflichtspielen Brentfords auf dem Platz, in denen ihm sechs Treffer und fünf Assists gelangen. Am 9. Juni 2017 unterschrieb er einen neuen Vierjahresvertrag. In der folgenden Saison 2017/18 machte er 41 Ligaspiele, in denen er vier Tore und genauso viele Vorlagen sammelte. Seinen Status als wichtiger Stammspieler verlor er in der nächsten Spielzeit 2018/19 schließlich und ab Dezember 2018 musste er bereits überwiegend von der Tribüne zusehen.

#### Beijing Guoan
Am 31. Januar 2019 wechselte Yennaris in die Chinese Super League zu Beijing Guoan. Sein Debüt gab er am 30. März 2019 (3. Spieltag) beim 1:0-Auswärtssieg gegen den Stadtrivalen Beijing Renhe. Zwei Wochen später (5. Spieltag) gelang ihm beim 2:1-Heimsieg gegen Henan Jianye sein erstes Saisontor. Er etablierte sich rasch als Stammkraft und absolvierte im Spieljahr 2019 24 Ligaspiele, in denen er zwei Treffer erzielte.

### Nationalmannschaft
Der englische Staatsbürger Yennaris war nicht nur für die Three Lions, sondern aufgrund seiner Abstammungen auch für die Nationalmannschaften von China und Zypern spielberechtigt. Für die englische U18 und U19-Nationalmannschaft. spielte er zwischen 2010 und 2012 insgesamt acht Mal. Am 30. Mai 2019 wurde er zum ersten eingebürgerten Spieler, der in die chinesische Nationalmannschaft einberufen wurde. Am 7. Juni bestritt er beim 2:0-Testspielsieg gegen die Philippinen sein Debüt.

## Erfolge
FC Brentford
- Aufstieg in die Football League Championship: 2013/14